# Nahum Tate
Nahum Tate (Dublin, 1652 – Southwark, Londen, 30 juli 1715) was een Iers-Engels dichter en toneelschrijver. Hij was een zoon van de Ierse geestelijke Faithful Teate, en veranderde zijn achternaam later zelf in Tate.
Nahum Tate bezocht het Trinity College in Dublin, waar hij in 1672 zijn BA behaalde. Hij verhuisde naar Engeland, waar hij zich ging toeleggen op het schrijven.
In 1677 publiceerde hij een gedichtenbundel en ging hij ook voor het toneel schrijven. In 1678 verscheen de tragedie Brutus of Alba, or The Enchanted Lovers over het leven van Dido en Aeneas, dat later bewerkt werd tot een libretto voor de opera Dido and Aeneas van Henry Purcell. In 1680 verscheen de tragedie The Loyal General. De stukken waren overigens weinig succesvol. Hierna zette hij zich aan de bewerking van verschillende eerdere toneelstukken uit de periode van de Renaissance. Het verschijnen van bewerkte versies van oudere stukken was na het herstel van het koningschap in 1660 en de daarmee gepaard gaande heropening van de onder Oliver Cromwell gesloten theaters niet ongewoon. Tate speelde handig in op deze trend en leverde in korte tijd een aantal bewerkingen, onder andere van werken van William Shakespeare. Zo leverde hij alternatieve versies van diens werken Richard II, King Lear, dat hij van een goede afloop voorzag, en Coriolanus. Ook bewerkte hij stukken van John Marston, John Fletcher en John Webster. Vooral door deze werken is hij bekend gebleven, evenals door zijn New Version of the Psalms of David, geschreven in samenwerking met Nicholas Brady (1696).
In 1682 werkte Tate samen met John Dryden aan het tweede deel van diens episch werk Absalom and Achitophel. In 1692 werd hij, als opvolger van Thomas Shadwell, benoemd tot Poet Laureate.